# Azitromicin
Az azitromicin (INN: azithromycin) az azalid csoportba tartozó makrolid antibiotikum. A molekulát az eritromicin A laktongyűrűjébe nitrogénatom bevitelével képezték. Az azitromicin hatásmechanizmusa a bakteriális proteinszintézis gátlásán alapul. A riboszomális 50S alegységhez kötődve gátolja a peptidek transzlokációját.
A VIII. Magyar Gyógyszerkönyvben  Azithromycinum      néven hivatalos.  